# Wspólnota administracyjna Leubatal
Wspólnota administracyjna Leubatal (niem. Verwaltungsgemeinschaft Leubatal) – dawna wspólnota administracyjna w Niemczech, w kraju związkowym Turyngia, w powiecie Greiz. Siedziba wspólnoty znajdowała się w mieście Hohenleuben.
Wspólnota administracyjna zrzeszała dziesięć gmin, w tym jedną gminę miejską (Stadt) oraz dziewięć gmin wiejskich:
1. Hain
2. Hohenleuben
3. Hohenölsen
4. Kühdorf
5. Lunzig
6. Neugernsdorf
7. Schömberg
8. Steinsdorf
9. Teichwitz
10. Wildetaube

31 grudnia 2013 wspólnota została rozwiązana. Jej cztery gminy: Hain, Lunzig, Neugernsdorf oraz Wildetaube zostały przyłączone do gminy Langenwetzendorf, która jednocześnie od tego samego dnia pełni funkcję "gminy realizującej" (niem. "erfüllende Gemeinde") dla miasta Hohenleuben oraz gminy Kühdorf. Kolejne trzy gminy: Hohenölsen, Schömberg i Steinsdorf zostały przyłączone do miasta Weida, natomiast gmina Teichwitz weszła w skład wspólnoty administracyjnej Wünschendorf/Elster.